# Eriocaulon pictum
Eriocaulon pictum là một loài thực vật có hoa trong họ Eriocaulaceae. Loài này được Fritsch mô tả khoa học đầu tiên năm 1901.